# Rasim Kara
Rasim Kara (* 10. Juni 1950 in Eskişehir) ist ein ehemaliger türkischer Fußballtorhüter und seit 1996 Fußballtrainer.

## Spielerkarriere
Rasim Kara begann seine Karriere als Torhüter bei Eskişehir Işıkspor, ehe er zu Uşakspor und später zum Erstligisten Bursaspor wechselte. In den Jahren 1975 bis 1984 erzielte er bei Beşiktaş Istanbul einige Erfolge als aktiver Fußballer.

## Trainerkarriere
Nach Beendigung seiner aktiven Karriere blieb er dem Fußball treu und wurde Co-Trainer der türkischen Nationalmannschaft. Er betreute die türkische Nationalmannschaft bei der Fußball-Europameisterschaft 1996 und wurde in der folgenden Saison als Trainer Beşiktaş Istanbuls verpflichtet. Seit 2008 ist er Trainer des aserbaidschanischen Klubs FK Xəzər Lənkəran.

## Erfolge

### Als Trainer
- Mit Beşiktaş Istanbul:
  - Vizemeister der Süper Lig: 1996/97
  - Başbakanlık Kupası: 1997
  - TSYD Kupası: 1997
  - Achtelfinalist im UEFA-Pokal: 1996/97
- Mit Çaykur Rizespor:
  - Play-off-Sieger der TFF 1. Lig: 1999/00
  - Aufstieg in die Süper Lig: 1999/00